# ای. لی کوک
ای. لی کوک (انگلیسی: A. Le Coq) شرکت صنایع غذایی استونیایی است، که در سال ۱۸۰۷ توسط آلبرت فن لوکوک تأسیس شد.